# Bambis
De Bambis was een Oostenrijkse band, bestaande uit Mandy Oswald, Conny Fuchsberger, Hannes Schlader en Peter Holzer.

## Carrière
Ze traden hoofdzakelijk op in de jaren 1960. Hun grootste successen waren Melancholie (1964) en Nur ein Bild von dir (1965), die allebei op de eerste plaats landden.

## Discografie

### Singles
- 1964: Gina
- 1964: Melancholie
- 1965: Columbus-Slop
- 1965: Es war nur Liebelei
- 1965: Nur ein Bild von dir
- 1966: Sommertraum
- 1984: Der schönste Preis/Susi Rock

### Lp's
- 1977: Bambis
- 1983: 25 Jahre die Bambis - Ihre größten Erfolge